# Длугополе-Здруй
Длугополе-Здруй (пол. Długopole-Zdrój, нім. Bad Langenau) — село в Польщі, у гміні Бистшиця-Клодзька Клодзького повіту Нижньосілезького воєводства.
Населення — 568 осіб (2011).
У 1975-1998 роках село належало до Валбжиського воєводства.

## Демографія
Демографічна структура станом на 31 березня 2011 року:
|          | Загалом | Допрацездатний вік | Працездатний вік | Постпрацездатний вік |
| -------- | ------- | ------------------ | ---------------- | -------------------- |
| Чоловіки | 276     | 41                 | 209              | 26                   |
| Жінки    | 292     | 38                 | 175              | 79                   |
| Разом    | 568     | 79                 | 384              | 105                  |